# Frauenalpe
Frauenalpe är ett berg i Österrike.   Det ligger i förbundslandet Steiermark, i den centrala delen av landet, 210 km sydväst om huvudstaden Wien. Toppen på Frauenalpe är 2 038 meter över havet, eller 177 meter över den omgivande terrängen. Bredden vid basen är 2,6 km.
Terrängen runt Frauenalpe är varierad. Runt Frauenalpe är det ganska glesbefolkat, med 38 invånare per kvadratkilometer.. Närmaste större samhälle är Metnitz, 10,1 km sydost om Frauenalpe. 
I omgivningarna runt Frauenalpe växer i huvudsak blandskog.